# Volvat Station
Volvat Station (Volvat stasjon) var en metrostation på Røabanen på T-banen i Oslo. Stationen lå i Volvat mellem Majorstuen og Borgen. Fra åbningen 17. november 1912 og indtil 1939 lå den i gadeplan, hvorefter den blev den eneste underjordiske station vest for Majorstuen. Fra 1942 blev den også betjent af Kolsåsbanens tog. Stationen var den eneste i funkisstil.
Efter at Røabanen blev opgraderet til metrostandard i 1995, blev stationen kun betjent af Kolsåsbanens tog, da Røabanens tog var for lange til perronerne. Stationen blev nedlagt fuldstændigt 7. april 1997, da Kolsåsbanens tog blev forlænget fra to til tre vogne og dermed også blev for lange.